# Мойсенська волость
Мойсенська волость — адміністративно-територіальна одиниця Золотоніського повіту Полтавської губернії з центром у селі Мойсинці.
Станом на 1885 рік складалася з 9 поселень, 12 сільських громад. Населення — 10171 особа (4870 чоловічої статі та 5301 — жіночої), 1490 дворових господарств.
|                     | Площа, десятин | У тому числі орної, дес. |
| ------------------- | -------------- | ------------------------ |
| Сільських громад    | 11334          | 7384                     |
| Приватної власності | 1487           | 385                      |
| Іншої власності     | 157            | 32                       |
| Загалом             | 12978          | 7801                     |

Найбільші поселення волості станом на 1885:
- Мойсинці — колишнє державне село при річці Ірклієві за 35 верст від повітового міста, 1592 особи, 248 дворів, православна церква, постоялий будинок, лавка, 17 вітряних млинів.
- Бузьки — колишнє державне село при ярові Тарановка, 1164 особи, 190 дворів, постоялий будинок, 8 вітряних млинів.
- Демки — колишнє державне село при річці Ірклієві, 930 осіб, 141 двір, православна церква, постоялий будинок, 10 вітряних млинів.
- Митьки — колишнє державне село при річці Ірклієві, 1385 осіб, 228 дворів, православна церква, постоялий будинок, лавка, 14 вітряних млинів.
- Мутихи — колишнє державне село при річці Дніпро, 765 осіб, 103 двори, православна церква, 2 водяних і 3 вітряних млини.
- Налісні — колишнє державне село при річці Дніпро, 868 осіб, 117 дворів, православна церква, постоялий будинок, 2 водяних млини, 8 сукновалень.
- Пищики — колишнє державне село при річці Ірклієві, 1514 осіб, 180 дворів, православна церква, постоялий будинок, водяний і 7 вітряних млини.
- Самовиця — колишнє державне село при річці Самовиця, 1005 осіб, 161 двір, православна церква, 4 вітряних млини.

Старшинами волості були:
- 1900—1907 роках селянин козак Патрикій Григорович Хоменко[2],[3],[4];
- 1913 року Костянтин Федорович Кушнір[5];
- 1915 роках Андрій Порфирович Кабан[6].